# Henry Loste
Henry Loste (27 de maio de 1899 em Bordeaux - 16 de junho de 1978 em Mérignac) é um ex-senador de Wallis e Futuna. Ele foi eleito em 23 de setembro de 1962 e seu mandato terminou no dia 1 de outubro de 1971.